# Der Anwalt (Fernsehserie)
Der Anwalt ist eine auf wahren Fällen beruhende Anwaltsserie des ZDF, die zwischen 1976 und 1978 in drei Staffeln zu jeweils 13 Episoden ausgestrahlt wurde. Die Titelrolle des engagierten Juristen spielte in der ersten Staffel Heinz Bennent und in der zweiten und dritten Staffel Wolfgang Kieling.

## Inhalt
In den ersten dreizehn Folgen agiert Anwalt Dr. Wetzlar mit seiner Mitarbeiterin Fräulein Lattmann, der ab der zweiten Staffel von Dr. Colmar und Fräulein Jeske abgelöst wird. Sie kümmern sich um die Probleme ihrer Mandanten, bei denen es oft um zivile Streitigkeiten geht. Diverse Kleinigkeiten wie eingezogene Führerscheine, unbezahlte Rechnungen und gelegentlich auch aktive Ermittlungsarbeit stehen auf der Tagesordnung. Bei schwereren Fällen versuchen sie die Unschuld eines Mandant zu beweisen, wenn dieser bereits im Gefängnis sitzt. Am Ende jeder Folge steht die Gerichtsverhandlung.
Die Folgen begannen und endeten jeweils mit einem Erzähler und der Einleitung: „Im Namen des Volkes...“ Am Ende stand die Erläuterung, wie die Fälle für die jeweiligen Personen weitergingen und welches Strafmaß sie mitunter auch annehmen mussten.

## Episodenliste

### Staffel 1
| Nr. (ges.) | Nr. (St.) | Originaltitel       | Erstausstrahlung (D) | Regie        | Drehbuch         |
| ---------- | --------- | ------------------- | -------------------- | ------------ | ---------------- |
| 1          | 1         | Die Hausbesetzung   | 1. Apr. 1976         | Heinz Schirk | Fritz Puhl       |
| 2          | 2         | Lebenslänglich      | 8. Apr. 1976         | Heinz Schirk | Gerd Oelschlegel |
| 3          | 3         | Das Café            | 15. Apr. 1976        | Heinz Schirk | Gerd Oelschlegel |
| 4          | 4         | Ein Rocker          | 22. Apr. 1976        | Heinz Schirk | Fritz Puhl       |
| 5          | 5         | Die Operation       | 29. Apr. 1976        | Heinz Schirk | Gerd Oelschlegel |
| 6          | 6         | Numerus clausus     | 6. Mai 1976          | Heinz Schirk | Fritz Puhl       |
| 7          | 7         | Desertiert          | 13. Mai 1976         | Heinz Schirk | Gerd Oelschlegel |
| 8          | 8         | Spionage            | 20. Mai 1976         | Heinz Schirk | Gerd Oelschlegel |
| 9          | 9         | Rückfällig          | 3. Juni 1976         | Heinz Schirk | Fritz Puhl       |
| 10         | 10        | Dreckiger Ausländer | 10. Juni 1976        | Heinz Schirk | Fritz Puhl       |
| 11         | 11        | Ein Büschel Haare   | 24. Juni 1976        | Heinz Schirk | Fritz Puhl       |
| 12         | 12        | Widerstand          | 1. Juli 1976         | Heinz Schirk | Gerd Oelschlegel |
| 13         | 13        | Tausend Mark        | 8. Juli 1976         | Heinz Schirk | Gerd Oelschlegel |

### Staffel 2
| Nr. (ges.) | Nr. (St.) | Originaltitel            | Erstausstrahlung (D) | Regie           | Drehbuch         |
| ---------- | --------- | ------------------------ | -------------------- | --------------- | ---------------- |
| 14         | 1         | Gemeingefährlich         | 21. Apr. 1977        | Theodor Grädler | Gerd Oelschlegel |
| 15         | 2         | Führerschein weg         | 28. Apr. 1977        | Theodor Grädler | Gerd Oelschlegel |
| 16         | 3         | Eine unbezahlte Rechnung | 5. Mai 1977          | Theodor Grädler | Gerd Oelschlegel |
| 17         | 4         | Senfgas                  | 12. Mai 1977         | Theodor Grädler | Gerd Oelschlegel |
| 18         | 5         | Gewissenskonflikt        | 26. Mai 1977         | Theodor Grädler | Gerd Oelschlegel |
| 19         | 6         | Kuhhandel                | 2. Juni 1977         | Theodor Grädler | Karl Wittlinger  |
| 20         | 7         | Hotel Bergenthal         | 16. Juni 1977        | Theodor Grädler | Gerd Oelschlegel |
| 21         | 8         | Narrenfreiheit           | 23. Juni 1977        | Theodor Grädler | Gerd Oelschlegel |
| 22         | 9         | Der Frikadellenkrieg     | 30. Juni 1977        | Theodor Grädler | Gerd Oelschlegel |
| 23         | 10        | Zum Wohle des Kindes     | 7. Juli 1977         | Theodor Grädler | Gerd Oelschlegel |
| 24         | 11        | 30 Jahre für ein Kilo    | 14. Juli 1977        | Theodor Grädler | Gerd Oelschlegel |
| 25         | 12        | Der Fall Brencovic       | 21. Juli 1977        | Theodor Grädler | Gerd Oelschlegel |
| 26         | 13        | Urlaubsreif              | 28. Juli 1977        | Theodor Grädler | Karl Wittlinger  |

### Staffel 3
| Nr. (ges.) | Nr. (St.) | Originaltitel        | Erstausstrahlung (D) | Regie           | Drehbuch         |
| ---------- | --------- | -------------------- | -------------------- | --------------- | ---------------- |
| 27         | 1         | Reform mit Pferdefuß | 11. Mai 1978         | Theodor Grädler | Gerd Oelschlegel |
| 28         | 2         | Kunstfehler          | 18. Mai 1978         | Theodor Grädler | Gerd Oelschlegel |
| 29         | 3         | Nirgendwo zu Hause   | 1. Juni 1978         | Theodor Grädler | Gerd Oelschlegel |
| 30         | 4         | Madonna              | 8. Juni 1978         | Theodor Grädler | Gerd Oelschlegel |
| 31         | 5         | Rote Rosen           | 15. Juni 1978        | Theodor Grädler | Gerd Oelschlegel |
| 32         | 6         | Ferndiagnose         | 22. Juni 1978        | Theodor Grädler | Gerd Oelschlegel |
| 33         | 7         | Brückenbau           | 29. Juni 1978        | Theodor Grädler | Gerd Oelschlegel |
| 34         | 8         | Schönheitsoperation  | 6. Juli 1978         | Theodor Grädler | Gerd Oelschlegel |
| 35         | 9         | Operettentheater     | 13. Juli 1978        | Theodor Grädler | Gerd Oelschlegel |
| 36         | 10        | Ein Unfall?          | 20. Juli 1978        | Theodor Grädler | Gerd Oelschlegel |
| 37         | 11        | Kostenmiete          | 27. Juli 1978        | Theodor Grädler | Gerd Oelschlegel |
| 38         | 12        | Blind?               | 3. Aug. 1978         | Theodor Grädler | Gerd Oelschlegel |
| 39         | 13        | Teufelskreis         | 10. Aug. 1978        | Theodor Grädler | Gerd Oelschlegel |